# Фарнак I

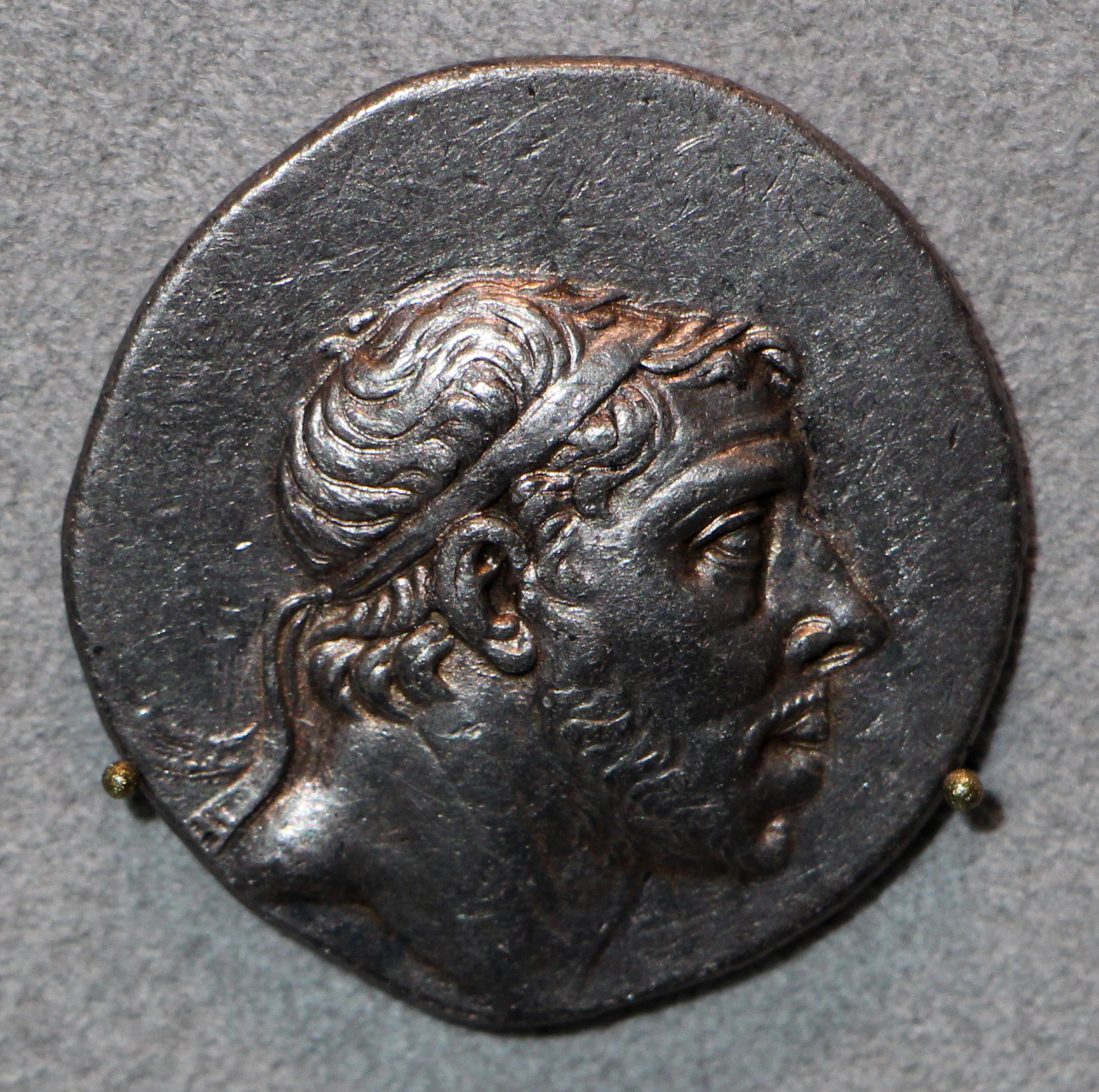
Тетрадрахма Фарнака I

Фарнак I (др.-греч. Φαρνάκης) — царь Понта, правивший приблизительно в 190—159 годах до н. э.
Фарнак был сыном царя Митридата III. Около 183 года до н. э. он смог захватить город Синопу, но против него была составлена коалиция, в которую входили Родос, Ариарат IV Каппадокийский, Прусий II Вифинский и Эвмен II Пергамский.
В 181 году 10-тысячное понтийское войско под командованием Леокрита вторглось в Галатию, но военные действия были вскоре приостановлены с прибытием римских делегатов. Требования Фарнака были отвергнуты римским сенатом, вследствие чего он возобновил военные действия. Однако понтийцы не смогли одолеть объединённые силы своих противников, и в 179 году Фарнак начал переговоры о мире.
По мирному договору Понтийское царство теряло свои завоевания в Галатии и Пафлагонии, но сохраняло за собой Синопу. Фарнак продолжал править до середины II века, и после его смерти престол перешёл к его брату — Митридату IV.

## Семья
В 172 или 171 году до н. э. правитель государства Селевкидов Деметрий I Сотер выдал за понтийского царя свою двоюродную сестру Нису. В этом браке родились двое детей: Митридат V и Ниса.